# The Quest (jeu vidéo, 2006)
Pour les articles homonymes, voir The Quest.
The Quest est un jeu vidéo de type dungeon crawler développé et édité par Redshift, sorti en 2006 sur Pocket PC puis sur Windows, Mac, iOS et Android.

## Extensions
Le jeu a reçu de nombreuses extensions au fil des années.
- 20 mai 2009 : Islands of Ice and Fire
- 26 août 2009 : Hero of Lukomorye I
- 13 novembre 2009 : Hero of Lukomorye II
- 13 janvier 2010 : Mithril Horde
- 1er février 2010 : Hero of Lukomorye III
- 3 mai 2010 : Escape from Asteroids
- 2 juin 2010 : Hero of Lukomorye IV
- 30 août 2010 : Cursed Chess Set
- 13 octobre 2010 : Lost Archipelagos
- 21 décembre 2010 : Attack from Asteroids
- 1er février 2011 : Hero of Lukomorye V
- 30 juin 2011 : Celtic Rift
- 24 janvier 2012 : Mithril Horde II
- 31 août 2012 : Celtic Queen
- 7 juin 2013 : Celtic Doom
- 5 février 2014 : Elemental Asteroids
- 16 février 2016 : Cursed Stone

## Accueil
- Canard PC : 7/10[2]
- TouchArcade : 5/5[3]